# Éjfélre kiderül
Az Éjfélre kiderül egy 1942-ben bemutatott magyar játékfilm, Alszeghy Lajos, Beleznay Margit és Benkő Gyula főszereplésével.

## Színészek
- Alszeghy Lajos – Manci férje
- Beleznay Margit
- Benkő Gyula – festő, Molly szerelme
- Bulla Elma – Kállainé
- Bónis Lajosné
- Csikós Rózsi
- Ria Bálint – színésznő, Sós menyasszonya
- Csortos Gyula – elnök úr
- Dajbukát Ilona – Manci
- Déghy Piri
- Gálffy Marika
- Hajmássy Miklós
- Sós Tibor – színész
- Harasztos Gusztáv
- Hódy Gitta
- Lehotay Árpád – Donáth
- Medgyessy József
- Nagy Emmi
- Orbán Viola – veszekedő asszony
- Pethes Sándor
- Romváry Gertrúd
- Rácz Vali – Molly, az elnök kitartottja
- Simor Erzsi – Donáthné
- Sárosy Andor – veszekedő férj
- Timár József – Kállai tanácsos
- Vándory Gusztáv – ékszerész
- Vándory Margit
- Várady Dóra